# Филармонический оркестр Нидерландского радио
Филармонический оркестр Нидерландского радио (нидерл. Radio Filharmonisch Orkest Holland) — симфонический оркестр, радиоансамбль, действующий в Нидерландах с 1945 г. и базирующийся в Хилверсуме. Первый концерт состоялся 7 октября 1945 года.
Среди значительных событий в истории оркестра — премьера Концерта для гобоя с оркестром Бруно Мадерны (1973).

## Главные дирижёры
- Алберт ван Ралте (1945—1949)
- Пауль ван Кемпен (1949—1955)
- Бернард Хайтинк (1957—1961)
- Жан Фурне (1961—1978)
- Серджиу Комиссиона (1982—1989)
- Эдо де Ваарт (1989—2004)
- Яп ван Зведен (2005—2012)
- Маркус Штенц (2012—2019)
- Карина Канеллакис (c 2019)